# Zachar Machrosienka
Zachar Siarhiejewicz Machrosienka (biał. Захар Сяргеевіч Махросенка; ur. 10 października 1991) – białoruski lekkoatleta specjalizujący się w rzucie młotem.
W 2013 zdobył złoto młodzieżowych mistrzostw Europy w Tampere. Medalista mistrzostw Białorusi.
Rekord życiowy: 76,20 (31 maja 2019, Mińsk).

## Osiągnięcia
| Rok  | Impreza                              | Miejsce              | Lokata            | Wynik |
| ---- | ------------------------------------ | -------------------- | ----------------- | ----- |
| 2013 | Zimowy puchar Europy w rzutach       | Castelló de la Plana | 5. miejsce (U23)  | 67,63 |
| 2013 | Młodzieżowe mistrzostwa Europy       | Tampere              | 1. miejsce        | 74,63 |
| 2014 | I liga drużynowych mistrzostw Europy | Tallinn              | 6. miejsce        | 65,86 |
| 2017 | Mistrzostwa świata                   | Londyn               | el. – 18. miejsce | 72,58 |
| 2019 | Puchar Europy w rzutach              | Šamorín              | 14. miejsce       | 69,83 |
| 2019 | Mistrzostwa świata                   | Doha                 | el. – 15. miejsce | 74,80 |